# Euro
L'euro (simbolo: €, codice ISO 4217: EUR; AFI: /ˈɛuro/) è la valuta ufficiale di 20 dei 27 Stati membri dell'Unione europea, che formano l'Unione economica e monetaria (UEM) e costituiscono la zona euro. La moneta è suddivisa in 100 centesimi.
Il nome euro venne scelto al termine del Consiglio europeo di Madrid del dicembre 1995, per poi essere introdotto il 1º gennaio 1999, sostituendo con cambio 1:1 la precedente moneta scritturale, l'ECU (European Currency Unit, Unità di conto europea). La circolazione monetaria effettiva ebbe inizio il 1º gennaio 2002 nei primi dodici Paesi che lo adottarono. L'ultimo Paese ad aver adottato la valuta è stata la Croazia il 1º gennaio 2023.
A giugno 2025 la Bulgaria ha raggiunto tutti i requisiti necessari per la completa adozione dell'euro; contestualmente, il 4 giugno successivo, la presidente della Commissione Europea, Ursula von der Leyen, ha annunciato la completa adozione della valuta nel paese a partire dal 1° gennaio 2026.
Il complesso di questi Paesi, detto informalmente zona euro (o anche eurozona o eurolandia), conta una popolazione di oltre 346 milioni di abitanti; prendendo in considerazione anche quei Paesi terzi che utilizzano divise legate all'euro, la moneta unica interessa direttamente oltre 480 milioni di persone in tutto il mondo. In aggiunta ai membri dell'eurozona, la moneta unica europea è utilizzata anche in altri sei Stati europei: quattro microstati (Andorra, Città del Vaticano, Principato di Monaco e San Marino) hanno adottato l'euro in virtù delle preesistenti condizioni di unione monetaria con Paesi membri della UE, mentre l'adozione da parte del Montenegro e del Kosovo è stata unilaterale. L'euro è la moneta ufficiale anche di due territori d'oltremare britannici, le collettività d'oltremare e nelle Terre australi e antartiche francesi. Infine, altre 200 milioni di persone all'incirca usano valute legate all'Euro al di fuori dell'Europa (principalmente i franchi francesi per l'Africa).
L'euro è amministrato dalla Banca centrale europea (BCE), con sede a Francoforte sul Meno, e dal Sistema europeo delle banche centrali; il primo organismo è responsabile unico delle politiche monetarie comuni, mentre coopera con il secondo per quanto riguarda il conio e la distribuzione di banconote e monete negli Stati membri.

## Storia
Il 1º luglio 1990 viene liberalizzato lo spostamento dei capitali all'interno della CEE, realizzando la prima delle quattro libertà.

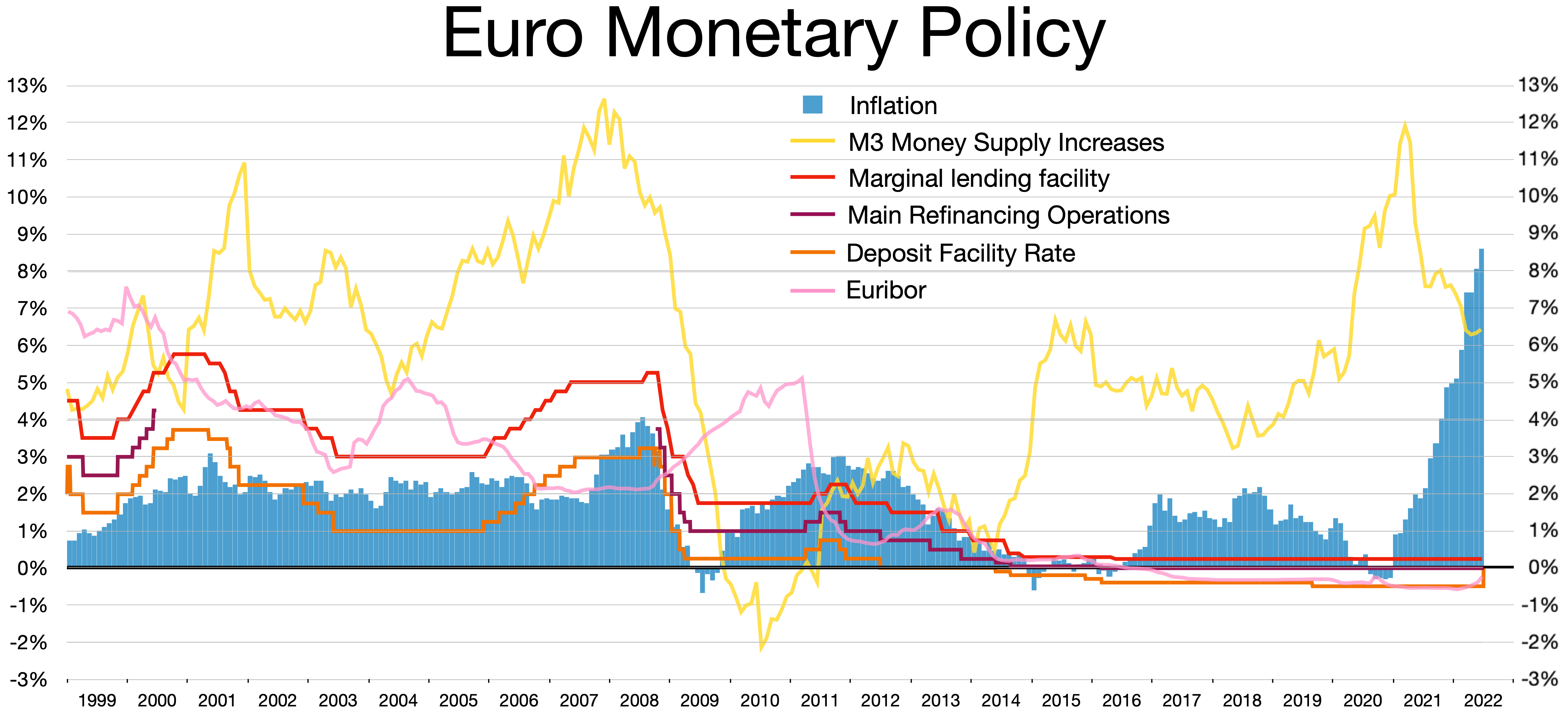
Le politiche monetarie dell'eurosistema dal 1999 al 2022

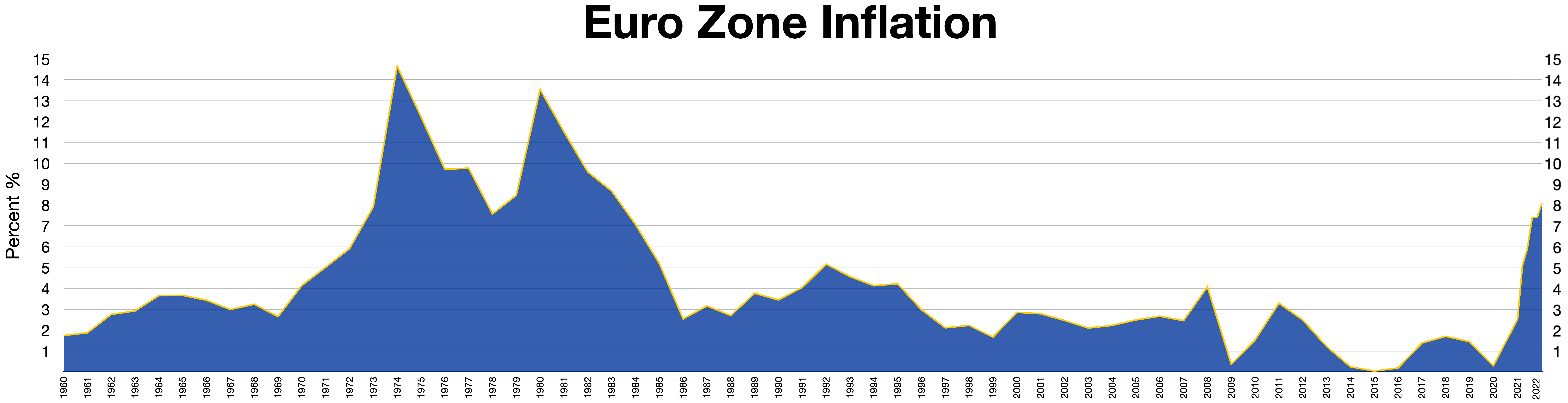
Inflazione dell'insieme dei Paesi corrispondenti all'attuale eurozona (1960–2022)

Le fasi di transizione dalle monete locali all'euro vennero stabilite dalle disposizioni del trattato di Maastricht (1992) relative alla creazione dell'Unione economica e monetaria. La nascita ufficiale della moneta unica europea avvenne il 1º gennaio 1999, con un comunicato del Consiglio dei ministri europei. Il debutto dell'euro sui mercati finanziari risale al 1999, mentre la circolazione monetaria ebbe effettivamente inizio il 1º gennaio 2002 nei dodici Paesi dell'unione che per primi hanno adottato la nuova valuta.
In fase di accettazione, vennero compresi anche gli stati membri i cui parametri avevano dimostrato la tendenza a poter rientrare nel medio periodo all'interno dei criteri stabiliti dal trattato. In particolare, all'Italia e al Belgio fu permesso di adottare subito l'euro anche in presenza di un rapporto debito/PIL largamente superiore al 60%. Fra i Paesi che avevano chiesto l'adesione alla moneta unica sin dal suo esordio, la Grecia era l'unica che non rispettava nessuno dei criteri stabiliti; fu comunque ammessa due anni dopo, il 1º gennaio 2001, e l'introduzione fisica della nuova valuta nel Paese ellenico avvenne contemporaneamente rispetto agli altri undici Paesi.
I tassi di cambio tra le varie divise nazionali e l'euro furono determinati dal Consiglio europeo in base ai loro valori sul mercato al 31 dicembre 1998, in modo che un ECU (European Currency Unit, Unità di valuta europea) fosse pari a un euro. Essi non furono stabiliti in una data precedente a causa della composizione particolare dell'ECU, il quale era una unità di conto che dipendeva da un paniere di valute comprendenti anche quelle che, come la sterlina britannica, non avrebbero fatto parte dell'euro.
In Italia l'euro venne sperimentato per la prima volta nei comuni di Fiesole e Pontassieve per sei mesi a partire dal 1º ottobre 1999.
Nell'ottobre 2023 la BCE lanciò la sperimentazione dell'euro digitale, della durata prevista di due anni, in cui l'istituto si propone di trovare un partner privato dell'iniziativa. Si tratta di una moneta completamente dematerializzata che consente di effettuare pagamenti istantanei in tutta l'eurozona senza i costi dell'intermediazione bancaria (che nel 70% delle transazioni consiste nei circuiti di pagamento statunitensi come Visa e Mastercard). I bonifici internazionali divengono immediati e gratuiti, mentre i conti di deposito sono garantiti per qualsiasi importo, anche oltre i 100 000 euro previsti dall'ordinamento italiano come limite di riferimento. L'infrastruttura è gestita direttamente dalla BCE, che si occupa di trasmettere dei messaggi peer-to-peer dal cloud dell'emittente a quello del beneficiario, in modo simile ai Bitcoin.

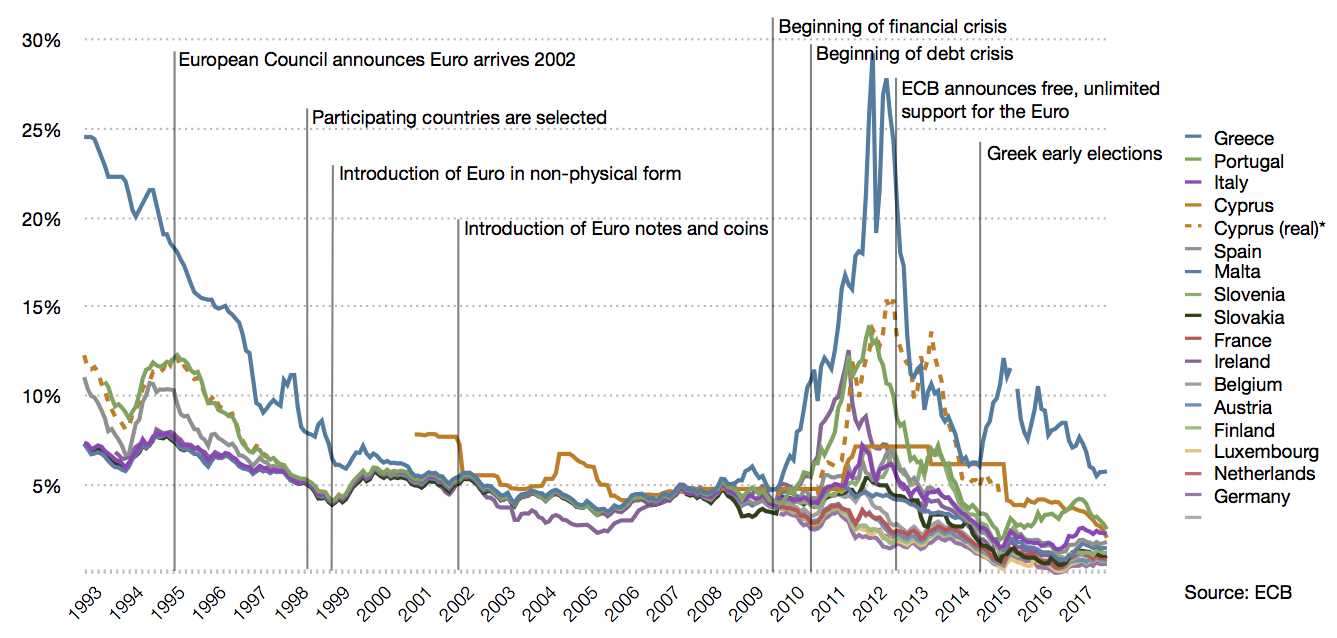
Tassi d'interesse sui titoli di stato di varie nazioni europee (1993–2017, fonte: BCE).

## Nome e simbolo

Le specifiche del simbolo che rappresenta l'euro

Il nome "euro" fu adottato dal Consiglio europeo di Madrid del dicembre 1995 per rimpiazzare la sigla ECU (dall'acronimo inglese European Currency Unit, o "Unità di conto europea"), sino a quel momento utilizzata nei trattati e che dal 1978 indicava una valuta scritturale di uso interbancario. Il nome doveva essere semplice, unico e invariabile. È probabile che tale denominazione derivi dall'uso, invalso negli ambienti finanziari britannici, di riferirsi alla vecchia moneta scritturale con l'espressione Euro-currency, dove Euro sta per European: si tratterebbe dunque di un anglicismo, anche se in Italia viene percepito come un accorciamento, in analogia con altre parole che, con composizione neoclassica, usano il confisso euro- tratto da Europa (europarlamentare, eurovisione etc.).
In italiano in inglese e in tedesco, il plurale di euro è invariabile in base a una direttiva della Comunità europea del 26 ottobre 1998. Alcune fonti considerano altrettanto corretta, anche se meno diffusa, la forma "euri"
In alcune altre lingue si usa normalmente il plurale o il partitivo del nome (esempio: Spagna, Francia, Portogallo), nonostante il sostantivo "euro" sulla cartamoneta resti neutrale e non mostri forme plurali.
La denominazione ecu, indicata nell'articolo 3º del trattato di Maastricht, fu scartata per diverse ragioni linguistiche. Aveva un senso in inglese, la lingua nella quale era espresso, e in francese, perché la parola écu vuol dire scudo, che era un'antica moneta della Francia. La denominazione però non aveva alcun richiamo per gli altri Paesi; c'era anzi anche il "problema della vacca tedesca": i tedeschi avrebbero dovuto chiamare un ecu ein Ecu, che suonava come eine Kuh, cioè, appunto, "una mucca".
Il codice internazionale a tre lettere (in base allo standard ISO 4217) dell'euro è EUR. È stato disegnato anche un simbolo (glifo) speciale per l'euro (€). Dopo che un sondaggio pubblico aveva ristretto la scelta a due, fu la Commissione europea a fare la scelta finale. Il vincitore era ispirato dalla lettera greca epsilon (ε), così come a una versione stilizzata della lettera "E".
L'euro è rappresentato nel set di caratteri Unicode (esadecimale 20AC o decimale 8364, codice mnemonico HTML: &euro;) così come nelle versioni aggiornate dei tradizionali set di caratteri latini. Le nazioni occidentali dovrebbero passare dall'ISO 8859-1 (Latin 1) all'ISO 8859-15 (Latin 9) o, ancora meglio, a UTF-8 per poter rappresentare questo carattere.
Il "nome unico" ha in realtà due varianti: la prima riguarda la lingua greca, la seconda la lingua bulgara. La Grecia ottenne subito di poter chiamare la moneta unica Ευρώ in caratteri ellenici. La Bulgaria ottenne durante le negoziazioni per il trattato di Lisbona di chiamare la moneta unica Евро, in caratteri cirillici.

## Monete e banconote

### Monete
Dal 2002 sono in circolazione monete metalliche con otto diversi valori:
- monete da 1, 2 e 5 centesimi, di colore rame, in acciaio ricoperto di rame;[34]
- monete da 10, 20 e 50 centesimi, di colore oro, in oro nordico;[34]
- monete da 1 e 2 euro, bimetalliche, di colore argento/oro.[34]

Ciascuna moneta è caratterizzata da un lato comune a tutti i Paesi che hanno adottato l'euro. L'effigie sull'altro lato è di competenza sia dei singoli stati che hanno adottato l'euro sia di quelli che possono coniare monete in virtù di accordi bilaterali con l'Unione europea tramite Italia e Francia, ovvero San Marino, Città del Vaticano, Principato di Monaco e dal 2015 anche il Principato di Andorra. Pertanto, senza considerare quelle commemorative, sono in circolazione 184 diverse monete.
La Finlandia ha deciso di non produrre e di non far circolare le monete da 1 e 2 centesimi, a eccezione di piccole quantità per il collezionismo. Dal 2004 anche i Paesi Bassi non immettono in circolazione monete da 1 e 2 centesimi; tuttavia quelle in circolazione, benché poco utilizzate, mantengono corso legale. Ciononostante, le monete di tale valore coniate in altri paesi continuano naturalmente ad avere valore legale all'interno di tutta l'eurozona.
A partire dal 2018, anche l'Italia ha cessato di produrre monete da 1 e 2 centesimi, in seguito all'articolo 13-quater della Legge 21 giugno 2017, n. 96. La manovra è tesa al contenimento della spesa pubblica e il risparmio generato è destinato all'ammortamento dei titoli di Stato italiani.
| L'Europa nel mondo | L'Europa nel mondo | L'Europa nel mondo | L'Europa come un'alleanza di Stati | L'Europa come un'alleanza di Stati | L'Europa come un'alleanza di Stati | L'Europa senza frontiere | L'Europa senza frontiere |
| ------------------ | ------------------ | ------------------ | ---------------------------------- | ---------------------------------- | ---------------------------------- | ------------------------ | ------------------------ |
| 1 centesimo        | 2 centesimi        | 5 centesimi        | 10 centesimi                       | 20 centesimi                       | 50 centesimi                       | 1 euro                   | 2 euro                   |
|                    |                    |                    |                                    |                                    |                                    |                          |                          |

### Banconote
Le banconote euro, a differenza delle monete, sono caratterizzate da un aspetto unico valido in tutta la zona euro e sono disponibili in sette tagli, ognuno con colore e dimensione diverse: 5, 10, 20, 50, 100, 200 e 500 euro.
Ogni taglio presenta una particolare tematica architettonica e storica nel contesto europeo; inoltre gli stili architettonici sono ordinati cronologicamente: più aumenta l'importo della banconota e più l'architettura rappresentata sarà moderna. Per ogni tematica, il fronte della banconota presenta delle porte o delle finestre, mentre il retro raffigura dei ponti.
Considerato gli elevati importi che le banconote rappresentano e la potenzialità dell'euro di poter essere utilizzata come valuta di riserva internazionale, nella fase di progettazione è stato deciso di applicare sofisticate tecnologie anti-contraffazione. Ogni banca centrale dell'Unione monetaria europea è responsabile per la stampa di uno o due tagli.
Ogni taglio reca la firma del presidente della BCE:
| Nome                | Dal              | Al              |
| ------------------- | ---------------- | --------------- |
| Wim Duisenberg      | 1º giugno 1998   | 31 ottobre 2003 |
| Jean-Claude Trichet | 1º novembre 2003 | 31 ottobre 2011 |
| Mario Draghi        | 1º novembre 2011 | 31 ottobre 2019 |
| Christine Lagarde   | 1º novembre 2019 | in carica       |

Il 4 maggio 2016 la Banca centrale europea ha deciso di sospendere la produzione della banconota da 500 euro, la cui emissione è stata interrotta il 27 gennaio 2019 da tutte le banche centrali ad eccezione della Deutsche Bundesbank e della Oesterreichische Nationalbank che hanno terminato esattamente tre mesi dopo, il 27 aprile 2019.
Le banconote da 500 euro che restano in circolazione continuano ad avere corso legale e possono pertanto essere usate come mezzo di pagamento o come riserva di valore per il risparmio. Inoltre, le banche, i cambiavalute e i vari operatori commerciali possono reimmetterle in circolazione, infatti, anche questa banconota mantiene il suo valore e potrà essere cambiata in qualsiasi momento presso le banche centrali dei Paesi della zona euro.
In Italia chiunque versi in banca o in posta banconote da 500 euro per importi unitari superiori ai 2 500 può essere segnalato in base alla normativa antiriciclaggio e alle banche è richiesto di non distribuirle.

#### 2002 - Prima serie
| In circolo dal         | 1º gennaio 2002          | 1º gennaio 2002          | 1º gennaio 2002          | 1º gennaio 2002          | 1º gennaio 2002          | 1º gennaio 2002          | 1º gennaio 2002          |
| Fino al                | ancora in circolazione   | ancora in circolazione   | ancora in circolazione   | ancora in circolazione   | ancora in circolazione   | ancora in circolazione   | 27 gennaio 2019          |
| Valore                 | 5 €                      | 10 €                     | 20 €                     | 50 €                     | 100 €                    | 200 €                    | 500 €                    |
| Taglia delle banconote | 120 mm × 62 mm × 0,12 mm | 127 mm × 67 mm × 0,12 mm | 133 mm × 72 mm × 0,12 mm | 140 mm × 77 mm × 0,12 mm | 147 mm × 82 mm × 0,12 mm | 153 mm × 82 mm × 0,12 mm | 160 mm × 82 mm × 0,12 mm |
| Colore                 | Grigio                   | Rosso                    | Blu                      | Arancione                | Verde                    | Ocra                     | Viola                    |
| Architettura           | Romana                   | Romanica                 | Gotica                   | Rinascimentale           | Barocco e Rococò         | Art Nouveau              | Moderna                  |
| Periodo                | prima del V secolo       | XI-XII secolo            | XIII-XIV secolo          | XV-XVI secolo            | XVII-XVIII secolo        | XIX-XX secolo            | XX-XXI secolo            |
| Fronte                 |                          |                          |                          |                          |                          |                          |                          |
| Retro                  |                          |                          |                          |                          |                          |                          |                          |

#### 2013 - Seconda serie Europa
Dal 2013 è in corso di emissione la serie Europa, che ha sostituito la precedente anno per anno fino al 2019.
| In circolo dal         | 2 maggio 2013            | 23 settembre 2014        | 25 novembre 2015         | 4 aprile 2017            | 28 maggio 2019           | 28 maggio 2019           |
| Valore                 | 5 €                      | 10 €                     | 20 €                     | 50 €                     | 100 €                    | 200 €                    |
| Taglia delle banconote | 120 mm × 62 mm × 0,12 mm | 127 mm × 67 mm × 0,12 mm | 133 mm × 72 mm × 0,12 mm | 140 mm × 77 mm × 0,12 mm | 147 mm × 77 mm × 0,12 mm | 153 mm × 77 mm × 0,12 mm |
| Colore                 | Grigio                   | Rosso                    | Blu                      | Arancione                | Verde                    | Ocra                     |
| Architettura           | Romana                   | Romanica                 | Gotica                   | Rinascimentale           | Barocco e Rococò         | Art Nouveau              |
| Periodo                | prima del V secolo       | XI-XII secolo            | XIII-XIV secolo          | XV-XVI secolo            | XVII-XVIII secolo        | XIX-XX secolo            |
| Fronte                 |                          |                          |                          |                          |                          |                          |
| Retro                  |                          |                          |                          |                          |                          |                          |

### Terza serie
A dicembre 2021 la Banca Centrale Europea ha annunciato un progetto pluriennale di ridisegno di tutte le banconote euro, che per la prima volta cambieranno tema. Un gruppo di esperti provenienti da ogni Paese membro dell'Unione Europea ha condotto un ampio studio per identificare una serie di possibili nuovi temi. Un sondaggio pubblico tenuto sul sito della BCE nell'estate 2023 ha determinato la selezione di due temi preferiti: "Cultura europea" e "Fiumi e uccelli". Il 31 gennaio 2025 la commissione di lavoro ha identificato i motivi e le principali linee guida grafiche delle banconote:
| Banconota | Fronte               | Retro |
| --------- | -------------------- | --- |
| 5 €       | Maria Callas         | Artisti di strada (musica/danza/teatro) intrattengono i passanti.                                                                           |
| 10 €      | Ludwig van Beethoven | Festival musicale con un coro di bambini e giovani adulti.                                                                                  |
| 20 €      | Marie Curie          | Contesto scolastico o universitario con una insegnante e giovani allievi; libri e quaderni disposti sui banchi.                             |
| 50 €      | Miguel de Cervantes  | Biblioteca con adulti che leggono libri in versione cartacea o digitale. Un bimbo e una bimba cercano di prendere un libro da uno scaffale. |
| 100 €     | Leonardo da Vinci    | Adulti e bambini ammirano esempi di arte urbana, arte contemporanea ecc.                                                                    |
| 200 €     | Bertha von Suttner   | Un piazzale alberato come luogo di incontro, con adulti e bambini che parlano, passeggiano, giocano ecc.                                    |

| Banconota | Fronte | Retro                                             |
| --------- | --- | ------------------------------------------------- |
| 5 €       | Sorgente montana Picchio muraiolo e paesaggio montano                                                                                        | Parlamento europeo                                |
| 10 €      | Cascata Martin pescatore in prossimità di una cascata o di una pozza di acqua corrente                                                       | Commissione europea                               |
| 20 €      | Valle fluviale confinata Colonia di gruccioni su parete di sabbia a lato di una grande valle fluviale confinata, lungo la sponda di un fiume | Banca centrale europea                            |
| 50 €      | Fiume serpeggiante Cicogna bianca sorvola le anse di un fiume in una valle fluviale non confinata                                            | Corte di giustizia dell'Unione europea            |
| 100 €     | Foce fluviale Avocetta perlustra la superficie di una pianura fangosa                                                                        | Consiglio europeo e Consiglio dell'Unione europea |
| 200 €     | Paesaggio marino Sula bassana sorvola alte onde oceaniche                                                                                    | Corte dei conti europea                           |

Nel 2025 la BCE indirà un concorso grafico al quale potranno partecipare bozzettisti provenienti da tutta l’Unione europea. Dopo una preselezione, è previsto che nel 2026 un nuovo sondaggio popolare porti all'individuazione del design definitivo. In seguito verranno decisi i tempi di adozione delle nuove banconote, che entreranno in circolazione dopo qualche anno.

### Reato di contraffazione
Il punto 3 dell'articolo 2 della decisione della Banca centrale europea 4/2003 deroga l'articolo sul delitto di contraffazione, la cui pena può cambiare da stato a stato, e determina alcuni casi particolari in cui la riproduzione è consentita.

#### Italia
L'articolo 460 del codice penale italiano, relativo alla Contraffazione di carta filigranata in uso per la fabbricazione di carte di pubblico credito o di valori di bollo, sancisce:

## La zona euro
Zona euro
     UE appartenenti agli AEC II
     UE appartenenti agli AEC II con deroga
     UE non appartenenti agli AEC II
     Non UE che usano bilateralmente l'euro
     Non UE che usano unilateralmente l'euro
Al 2025, 20 dei 27 Stati membri dell'UE adottano completamente l'euro: l'insieme di queste nazioni viene frequentemente definito eurozona o eurolandia.
Il 4 giugno 2025 la presidente della Commissione Europea, Ursula von der Leyen, ha annunciato l'adozione dell'euro in Bulgaria, a partire dal 1° gennaio 2026.
| Stati       | Adozione dell'euro | Valuta precedente     |
| ----------- | ------------------ | --------------------- |
| Austria     | 1º gennaio 1999    | Scellino austriaco    |
| Belgio      | 1º gennaio 1999    | Franco belga          |
| Finlandia   | 1º gennaio 1999    | Marco finlandese      |
| Francia     | 1º gennaio 1999    | Franco francese       |
| Germania    | 1º gennaio 1999    | Marco tedesco         |
| Irlanda     | 1º gennaio 1999    | Sterlina irlandese    |
| Italia      | 1º gennaio 1999    | Lira italiana         |
| Lussemburgo | 1º gennaio 1999    | Franco lussemburghese |
| Paesi Bassi | 1º gennaio 1999    | Fiorino olandese      |
| Portogallo  | 1º gennaio 1999    | Escudo portoghese     |
| Spagna      | 1º gennaio 1999    | Peseta spagnola       |
| Grecia      | 1º gennaio 2001    | Dracma greca          |
| Slovenia    | 1º gennaio 2007    | Tallero sloveno       |
| Cipro       | 1º gennaio 2008    | Lira cipriota         |
| Malta       | 1º gennaio 2008    | Lira maltese          |
| Slovacchia  | 1º gennaio 2009    | Corona slovacca       |
| Estonia     | 1º gennaio 2011    | Corona estone         |
| Lettonia    | 1º gennaio 2014    | Lats lettone          |
| Lituania    | 1º gennaio 2015    | Litas lituano         |
| Croazia     | 1º gennaio 2023    | Kuna croata           |
| Bulgaria    | 1º gennaio 2026    | Lev bulgaro           |

I sei Stati membri che non adottano l'euro (di seguito elencati in ordine decrescente per entità di PIL assoluto) sono invece: Polonia (złoty polacco), Svezia (corona svedese), Danimarca (corona danese), Romania (leu romeno), Repubblica Ceca (corona ceca) e Ungheria (fiorino ungherese).
Tra questi, in particolare la Danimarca all'atto del suo ingresso nell'allora Comunità europea, nel 1973, ottenne un'apposita deroga per continuare a usare la corona danese (in maniera analoga al Regno Unito, membro dal 1973 al 2020, per la sterlina britannica).
Invece tutti gli Stati divenuti membri dopo il 1992, ovvero in seguito al trattato di Maastricht e alla trasformazione della CE in UE, sono vincolati dai trattati ad adottare l'euro una volta raggiunti i parametri macroeconomici stabiliti nei trattati stessi.

### Requisiti
Per poter partecipare alla nuova valuta, gli Stati membri devono rispettare i seguenti criteri, informalmente detti parametri di Maastricht:
- un deficit pari o inferiore al 3% del prodotto interno lordo;
- un rapporto debito pubblico/PIL inferiore al 60%;
- un tasso di inflazione non superiore di oltre 1,5 punti percentuali rispetto a quello medio dei tre Stati membri a più bassa inflazione;
- tassi d'interesse a lungo termine non superiori di oltre 2 punti percentuali rispetto alla media dei tre Stati membri a più bassa inflazione;
- appartenenza per almeno un biennio ad AEC II.

### Allargamento della zona euro
L'euro è entrato in vigore per la prima volta il 1º gennaio 1999 in 11 degli allora 15 Stati membri dell'Unione; a questi si aggiunse la Grecia, che rientrò nei parametri economici richiesti nel 2000 e fu ammessa nell'eurozona il 1º gennaio 2001. In questi primi 12 Stati l'euro entrò ufficialmente in circolazione il 1º gennaio 2002, sotto forma di monete e banconote.
Nel 2006 un tredicesimo Stato, la Slovenia, entrata nell'Unione nel 2004, dimostrò di possedere i parametri economici necessari per l'adesione alla moneta comune e fu ammessa nella zona euro il 1º gennaio 2007. Pochi giorni dopo, il 15 gennaio, il tallero sloveno fu ufficialmente considerato fuori corso. Con procedura analoga, nel 2007 Malta e Cipro, in virtù dei propri parametri macroeconomici soddisfacenti, vennero a loro volta ammessi nella zona euro. L'introduzione della divisa comune nei due Paesi mediterranei avvenne il 1º gennaio 2008; il 1º gennaio 2009 fu invece la volta della Slovacchia.
Nel 2010 l'Estonia fu la prima delle repubbliche baltiche a soddisfare i requisiti economici richiesti dall'Unione europea e la sua richiesta di adesione alla moneta unica venne accettata con effetto dal 1º gennaio 2011. Il 1º gennaio 2014 anche la Lettonia adottò l'euro come valuta ufficiale, diventando così il diciottesimo paese dell'eurozona e il secondo del gruppo degli Stati baltici ex URSS. Il 23 luglio 2014, dopo aver verificato il rispetto dei requisiti economici da parte del Paese, il Consiglio accettò la richiesta della Lituania di adottare l'euro. La moneta entrò in circolazione nella repubblica baltica il 1º gennaio 2015.
Nel 2022 è stato riconosciuto che anche la Croazia soddisfaceva i parametri di Maastricht; così la sua richiesta di adozione della moneta unica è stata accettata e l'euro è entrato in circolazione il 1º gennaio 2023.
Nel mese di giugno 2025, visto il raggiungimento di tutti i parametri di convergenza previsti, la presidente della Commissione Europea, Ursula von der Leyen, ha annunciato l'adozione definitiva della valuta europea in Bulgaria a partire dal 1° gennaio 2026.

## L'eurogruppo e la SEPA

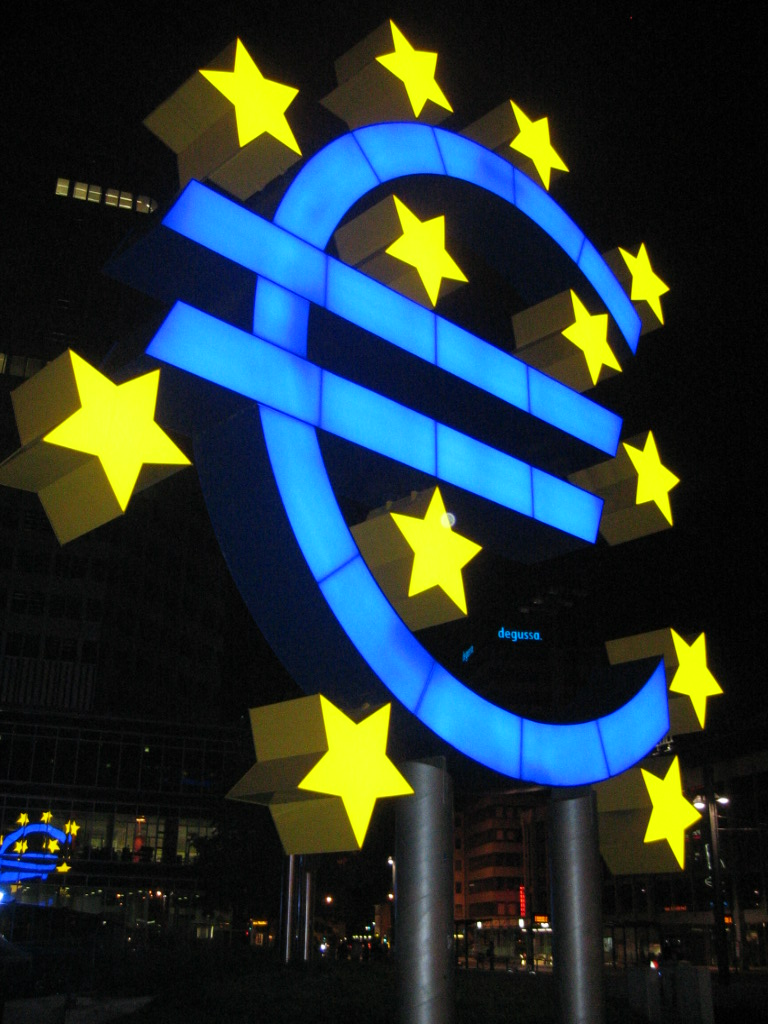
L'Euro-Skulptur, la scultura luminosa raffigurante il glifo dell'euro posta di fronte all'ex palazzo della Banca centrale europea, a Francoforte sul Meno

Le questioni connesse strettamente all'unione economica e monetaria vengono discusse da un organismo apposito chiamato Eurogruppo, che si riunisce informalmente prima delle riunioni dell'Ecofin e a cui partecipano solo gli stati membri dell'eurozona.
Dal gennaio 2008 è poi entrata in vigore l'Area unica dei pagamenti in euro, detta anche SEPA, iniziativa tesa ad armonizzare nell'area i bonifici, gli incassi e l'uso delle carte, rendendo sempre più efficiente, sicuro e conveniente il mercato elettronico.

## Effetti della moneta unica
L'effetto principale dell'introduzione della moneta unica è l'eliminazione dei rischi e costi di cambio, puntando a creare una area valutaria ottimale (OVA) priva per costruzione dello strumento della flessibilità del cambio. Viene inoltre incrementata l'interdipendenza economica e una facilitazione del commercio tra stati membri, apportando benefici a tutti i cittadini dell'eurozona, in quanto l'incremento dei commerci è storicamente una delle forze guida della crescita economica.
Inoltre, la moneta unica si inserisce nel piano a lungo termine di un mercato unico all'interno dell'Unione.
Un secondo effetto è una riduzione nelle fluttuazioni dei prezzi, ovvero un maggior contenimento dell'inflazione (puntando a mantenerla al 2%) a vantaggio dei grandi detentori di capitali.
Allo stesso tempo, uno studio della Banca centrale europea del gennaio 2006 ha evidenziato la persistenza di eterogeneità nell'area.
A ottobre 2022, in seguito all'invasione russa dell'Ucraina del 2022, l'area euro ha subìto un picco di inflazione del 10,6%, minore di mezzo punto percentuale rispetto all'11,1% rilevato nell'Unione europea nel suo complesso.
In alcuni Stati (tra cui Italia, Francia, Paesi Bassi, Germania, Austria, Grecia e Portogallo) hanno preso piede movimenti politici cosiddetti Euroscettici, che chiedono o una revisione dei trattati internazionali (specialmente riguardanti il Meccanismo europeo di stabilità - MES e il Fiscal Compact) e/o un ritorno alla valuta nazionale con svalutazione della moneta, così da rendere competitivi i prodotti per l'esportazione tramite il ripristino dello strumento della flessibilità del cambio e/o la possibilità di effettuare investimenti anticiclici, come durante la sospensione del patto di stabilità e crescita per la pandemia da COVID-19.
Se da un lato questo potrebbe, in teoria, facilitare l'esportazione, per via del nuovo tasso di cambio, dall'altro lato - secondo alcune teorie - gli effetti dell'inflazione annullerebbero questa competitività. Salirebbero infatti, sempre per effetto del nuovo tasso di cambio, il costo dei beni e delle materie prime importate e il costo dell'energia e di conseguenza anche il costo di produzione dei beni interni prodotti e anche dei beni esportati. L'aumento dei prezzi poi, come conseguenza, avrebbe un impatto sui redditi con la perdita del potere d'acquisto delle retribuzioni e quindi la riduzione del salario reale. Questo provocherebbe, a sua volta, una caduta della domanda d'acquisto interna con la diminuzione della crescita economica e di conseguenza anche un aumento della disoccupazione con i relativi effetti, da questa prodotti, a peggiorare ulteriormente il calo di domanda d'acquisto e della produzione. D'altro canto, è stato fatto notare che in alcuni paesi dell'eurozona, dal 2009 al 2014, si è già registrata una caduta dei salari reali superiore a tutti i cali delle retribuzioni verificatisi nell'ultimo trentennio a seguito di abbandoni di regimi valutari.

## Tassi di cambio dell'euro

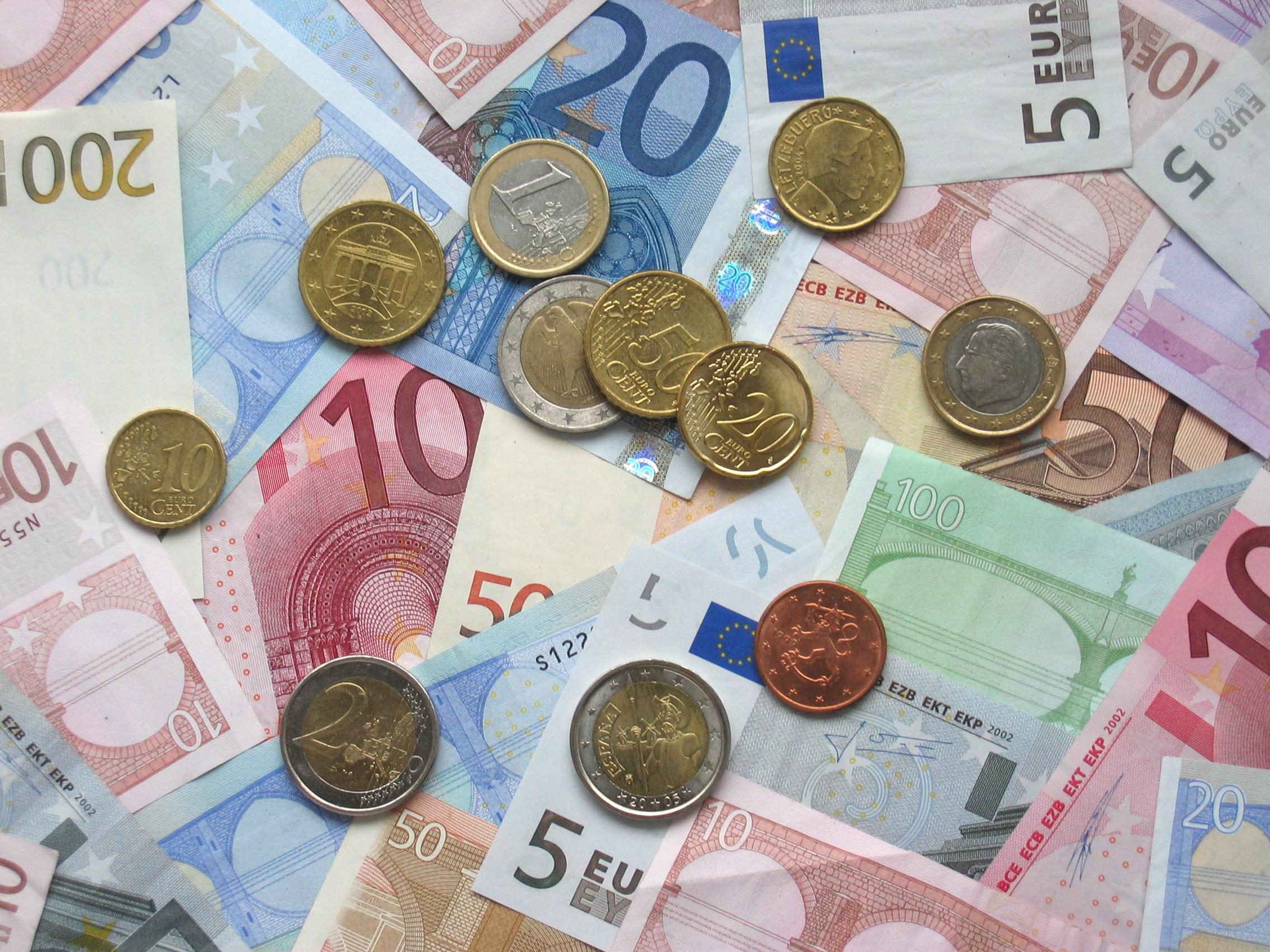
Monete e banconote in euro. Nella foto si vedono monete di Germania, Belgio, Spagna, Finlandia e Lussemburgo e almeno un esemplare di ogni banconota.

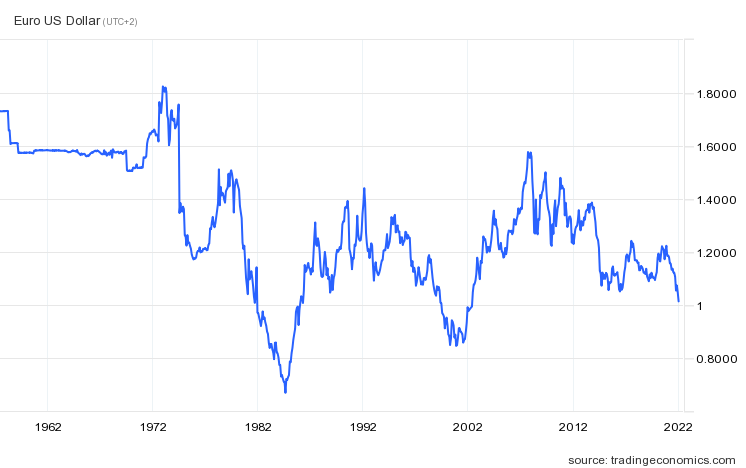
Cambio ECU-EUR / USD (dal 1958 al luglio 2022). Dal 1958 al 1998 vi sono state delle valute di conto (soprattutto l'ECU, dal 1975 al 1998), mentre dal 1º gennaio 1999 è stato introdotto l'EUR con un tasso di cambio 1:1 con l'ECU. Dal 1958 al 1971 le valute europee facevano parte del Gold Standard. Sono ben visibili gli apprezzamenti causati dalle due crisi energetiche degli anni '70 e gli effetti dell'accordo del Plaza del 1985.

Dopo l'introduzione dell'euro, il tasso di scambio con le altre valute, specialmente il dollaro, scese pesantemente. Alla sua introduzione nel 1999, l'euro era scambiato a 1,18 $. Da lì scese a fine 2000 fino a 0,85 $, per poi risalire all'inizio del 2001 fino a 0,95 $. Riprese a scendere fino al minimo storico sotto 0,84 $ nel luglio 2001. Alla luce degli scandali contabili delle aziende statunitensi (Enron, MCI Worldcom) le due valute raggiunsero la parità il 15 luglio 2002, e per la fine dello stesso anno l'euro raggiunse gli 1,04 $.
Si è speculato che la forza dell'euro rispetto al dollaro potrebbe incoraggiarne l'uso come valuta di riserva. Il 23 maggio 2003, l'euro sorpassò la quota iniziale di 1,18 $ e a dicembre 2004 arrivò a superare gli 1,36 $. Parte della forza dell'euro era dovuta ai tassi di interesse, che in quel periodo erano più alti in Europa rispetto agli Stati Uniti, e al deficit sempre crescente della bilancia commerciale statunitense. Nonostante la Federal Reserve abbia aumentato il tasso di sconto nel corso del 2005, per far fronte a un probabile rischio d'inflazione, il dollaro non è riuscito a migliorare il tasso di cambio con la moneta europea. Dal luglio del 2007 la crisi del mercato immobiliare statunitense ha ulteriormente indebolito la posizione della moneta americana che è giunta ad aver un tasso di cambio pari 1,37 $/€.
A seguito della decisione intrapresa il 18 settembre 2007 dalla Federal Reserve di ridurre il tasso di sconto di 50 punti base allo scopo di affrontare la crisi di liquidità dovuta ai mutui subprime, il dollaro si è avviato su un percorso di lenta discesa del suo tasso di cambio. Come conseguenza di questa politica, ripetutasi nei mesi successivi, dalla seconda metà di settembre la moneta europea ha inanellato una serie di record storici nei confronti di quella statunitense, arrivando a toccare la quotazione di 1,60 $/€ il 15 luglio 2008.
A partire dall'inizio del 2008 l'euro ha intrapreso un sentiero di ascesa anche nei confronti della sterlina inglese che ha portato la valuta continentale a raggiungere diversi record storici, l'ultimo dei quali si è verificato il 30 dicembre 2008 a 0,9804 £/€. Nei mesi seguenti, invece, la tendenza è stata invertita nei confronti di tutte le monete internazionali fino a toccare, ad esempio, gli 1,2037 dollari per euro nel giugno 2010. In seguito, il cambio con la moneta statunitense è risalito fino a toccare gli 1,3810 dollari per euro alla fine di ottobre 2011. Nel luglio 2017 è stato rotto al rialzo un periodo di consolidamento che durava da più di due anni (gennaio 2015), proprio grazie alla politica di QE.

## Critiche all'euro

### Critiche economiche all'euro
Le critiche alla moneta unica derivano da economisti appartenenti a diverse scuole di pensiero.
I differenziali di inflazione che si sono verificati già dai primissimi anni di adozione della moneta unica avrebbero portato una diminuzione della competitività in particolare dei Paesi dell'Europa meridionale, che in assenza di flessibilità del cambio e dei trasferimenti di cui sopra, non permetterebbe loro di reggere il passo dei paesi nordici. Questo meccanismo avrebbe anche contribuito a fomentare i debiti privati e pubblici dei paesi che ne hanno sofferto, i quali li avrebbero peggiorati con politiche deflazionistiche e disinflazionistiche intraprese per ristabilire la minata competitività.
I fautori di questa teoria si rifanno principalmente al Ciclo di Frenkel, basandosi sulla similitudine fra alcuni avvenimenti intercorsi nell'eurozona degli ultimi anni e nell'Argentina durante il cambio fisso col dollaro.
L'altra grande critica alla moneta unica riguarda invece l'austerità che sarebbe implicitamente imposta dai trattati che la regolano. Secondo i critici, di stampo prevalentemente keynesiano, i limiti di spesa imposti dal Trattato di Maastricht prima e dal Fiscal compact poi renderebbero difficile per gli stati in recessione una futura crescita duratura, condannandoli a una stagnazione e disoccupazione quasi strutturale. Essi sostengono che per non sforare tali parametri (ad esempio quello che obbliga gli stati a non oltrepassare un rapporto del 3% tra deficit e PIL, con prospettiva di un futuro pareggio di bilancio), i governi dovranno aumentare la tassazione e/o ridurre i servizi a disposizione dei propri cittadini, aggravando quindi lo stato delle loro economie già provate.

### Personalità che si sono pronunciate contro l'euro
Tra i principali economisti a livello internazionale ve ne sono molti che avanzano, o hanno avanzato in passato, forti riserve sugli effetti e sul rapporto costi/benefici della moneta unica, tanto da considerarne l'adozione un fatto più o meno negativo. Tra questi vi sono Roger Bootle (economista della City di Londra), vincitore nel 2012 del Wolfson Economics Prize per lo studio di fattibilità economica sullo smantellamento della zona euro, Dominick Salvatore (professore alla Fordham University di New York), Rudi Dornbusch (già professore al Massachusetts Institute of Technology), Martin Feldstein (professore alla Università di Harvard) e i premi Nobel Milton Friedman, Amartya Sen, Joseph Stiglitz, Paul Krugman, Christopher Pissarides (inizialmente sostenitore dell'euro) e James Mirrlees.
In diversi Paesi europei esiste e si sta allargando un dibattito sull'opportunità di mantenere l'adesione all'euro e all'eurozona. Tra i politici, gli economisti, gli accademici maggiormente critici, o addirittura contrari, nei confronti dell'adozione dell'euro si hanno gli ex ministri economici Paolo Savona (già professore di economia alla LUISS e professore presso l'Università degli Studi Guglielmo Marconi), Giuseppe Guarino (già professore di giurisprudenza alla Sapienza Università di Roma), Giorgio La Malfa (già professore di economia all'Università di Catania), Vincenzo Scotti, l'ex commissario europeo Frits Bolkestein, Hans-Olaf Henkel (già presidente della Confindustria Tedesca), e gli economisti Alberto Bagnai (professore di economia all'Università di Pescara), Claudio Borghi, Luigi Zingales (professore presso la University of Chicago Booth School of Business), Antoni Soy (professore all'Università di Barcellona), Jean-Pierre Vesperini (professore all'Università di Rouen), Brigitte Granville (professoressa alla Queen Mary University di Londra), Peter Oppenheimer (già professore all'Università di Oxford) e Sergio Cesaratto (professore di Politica Economica all'Università di Siena).
Altri studiosi, come Emiliano Brancaccio della Università Federico II di Napoli, hanno segnalato che in caso di tracollo dell'Unione monetaria esisterebbero modalità alternative di gestione dell'abbandono dell'euro, ognuna delle quali ricadrebbe in modi diversi sulle diverse classi sociali. Questa tesi è stata riproposta nel "monito degli economisti" pubblicato nel 2013 sul Financial Times.

### Critiche all'euro e partiti euroscettici

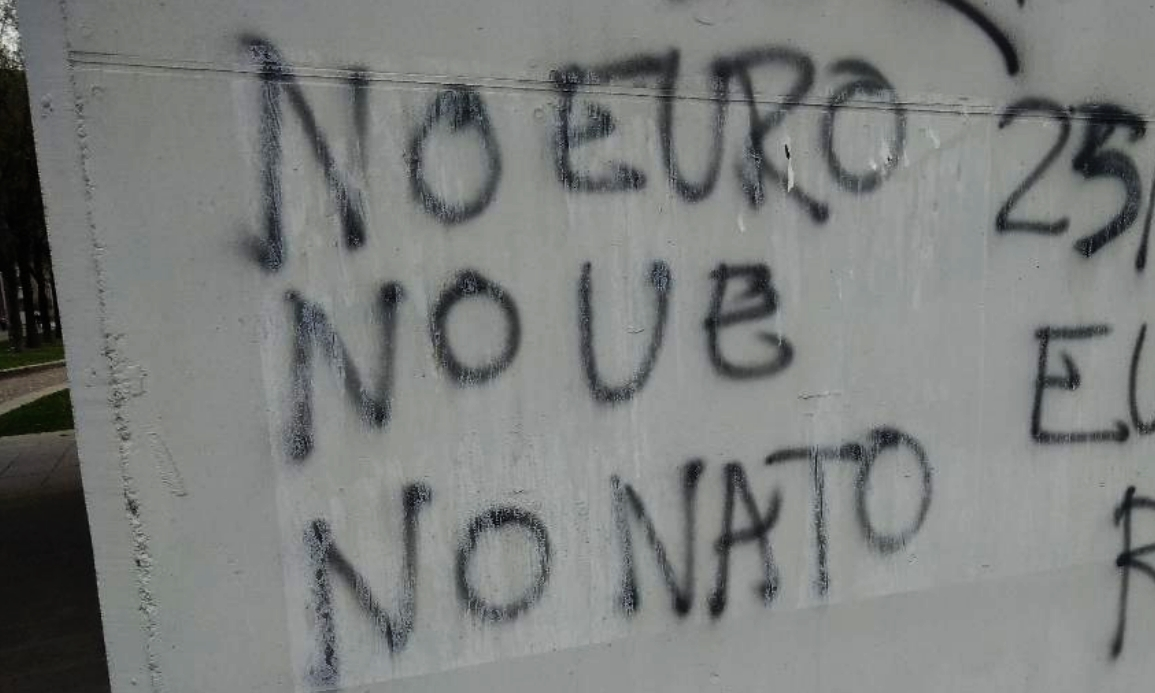
NO EURO NO UE NO NATO, graffiti a Torino

Le considerazioni degli economisti hanno portato molti partiti europei a schierarsi su posizioni euro-scettiche o euro-critiche, particolarmente dopo la grande recessione e le successive stagnazioni e stag-deflazioni in cui si sono trovate molte nazioni dell'eurozona. Con le elezioni del 2014 si sono formati nel parlamento europeo due gruppi chiamati Europa delle Nazioni e della Libertà ed Europa della Libertà e della Democrazia Diretta, i cui membri si sono spesi spesso a favore di un abbandono dell'area valutaria. Esponenti di spicco del primo gruppo sono il leader della Lega Nord Matteo Salvini e la segretaria del Front National Marine Le Pen; nel secondo gruppo, invece, sono confluiti fra gli altri Beppe Grillo e Nigel Farage, esponenti di spicco rispettivamente del Movimento 5 Stelle in Italia e del partito indipendentista britannico.
Dal fronte opposto, il gruppi Sinistra Unitaria Europea/Sinistra Verde Nordica non propone un ritorno alle monete nazionali, ma sostiene una forte revisione della politica di austerità che si è accompagnata all'adozione della moneta unica. Ne fanno parte il leader di Syriza Alexīs Tsipras e quello di Podemos Pablo Iglesias Turrión. Questi tre gruppi parlamentari hanno conquistato in totale 134 seggi, poco meno di un quinto dell'emiciclo di Bruxelles.
In un sondaggio dell'Eurobarometro del giugno 2023 sono stati analizzati i sentimenti dei cittadini dell'Unione riguardo alla moneta unica europea, con particolare riferimento ai paesi della UE non ancora aderentivi: è emerso che ancora oltre i tre quarti dei cittadini europei approva l'Euro, che l'Austria sia il paese meno favorevole alla moneta unica tra quelli che lo adottano (67%) e la Danimarca in generale (33%). In Italia i cittadini favorevoli all'Euro sarebbero il 74%.

### Riferimenti normativi
- Decreto legislativo 24 giugno 1998, n. 213, in materia di "Disposizioni per l'introduzione dell'EURO nell'ordinamento nazionale, a norma dell'articolo 1, comma 1, della legge 17 dicembre 1997, n. 433."
- Art. 155 della Legge 23 dicembre 2000, n. 388, in materia di "Disposizioni per la formazione del bilancio annuale e pluriennale dello Stato (legge finanziaria 2001)."

### Precedenti unioni monetarie
- Unione monetaria latina
- Unione monetaria scandinava

### Altre unioni monetarie
- Afro (valuta)